# Veberöd
Veberöd er en landsby i Skåne i det sydlige Sverige.
Veberöd har 5.647 (2023) indbyggere og ligger i Lund kommune i Skåne län øst for Lund. I landsbyen ligger Veberöd Kirke. Den ligger i et naturskønt område ved foden af horsten Romeleåsen og nær søen Vombsjön, der fungerer som drikkevandsreservoir for Malmø.